# Libero Grande
Libero Grande (リベログランデ?, Ribero Gurande), talvolta anche LiberoGrande, è un videogioco di calcio per arcade edito dalla Namco nel 1997, operante tramite la scheda madre Namco System 12. Ebbe un'unica conversione per la console PlayStation, uscita nel 1998.
La sua particolarità consiste nell'impersonare un solo calciatore per tutta la durata della partita. Secondo Gamespot, questa caratteristica lo definiva il titolo più realistico di allora, mettendo il giocatore il più vicino possibile al campo di gioco. Tuttavia non è stato il primo videogioco nel genere a proporre tale innovativo concetto: l'idea infatti venne anticipata già nel 1991 con I Play 3D Soccer della italiana Simulmondo e, successivamente, trasposta anche nell'opzione "Diventa un mito" di Pro Evolution Soccer 2009 e nella modalità "Carriera giocatore" della serie FIFA.
Nel 2001 la compagnia produsse e pubblicò il diretto sequel, esclusivo per la PlayStation, ovvero Liberogrande International.

## Modalità di gioco
In Libero Grande si vestono i panni di un singolo calciatore, senza controllare il resto della squadra. Il giocatore assume un fondamentale ruolo e può giocare in tutte le posizioni in campo, escluso quello di porta, in completa libertà. In questo modo può chiedere che gli venga passata la palla ed è responsabile della distribuzione del gioco tra i suoi compagni di team. La prospettiva è in terza persona e si concentra solo sul calciatore controllato.
All'inizio della partita viene chiesto di scegliere una squadra internazionale (ciascuna con una propria formazione) tra un totale di trentadue disponibili, dopodiché si passa ai calciatori. Ogni calciatore ha tre parametri che determinano il suo stile di gioco: velocità, potenza di tiro e abilità con la palla. In tutto sono venti, ma nella versione PlayStation erano inclusi altri dieci personaggi nascosti, che potranno essere sbloccati raggiungendo gli obiettivi. Tutti i giocatori sono repliche di atleti veri, con nomi falsi o modificati.
La versione arcade originale prevede una serie di cinque partite che simulano un torneo internazionale: prima fase, seconda fase, quarti di finale, semifinali e finale. Per avanzare al turno vale solo la vittoria; in caso di parità o sconfitta si riprenderà dall'ultimo incontro disputato.
Quella per PS, oltre ad avere la modalità "Exhibition", include altri due tornei. Il primo, "International Cup", è molto simile ai Mondiali di calcio con fase a gironi e ottavi di finale. A differenza della modalità Arcade, il tie-break nelle fasi finali si risolve con i supplementari. L'altro è "World League", che permette di creare un campionato di calcio con un massimo di otto squadre.
Infine, la "Challenge 9" (una modalità esclusiva della versione PS) consiste in nove fasi che mettono alla prova la capacità dell'utente di correre con la palla, tirare in porta o tirare calci di punizione. Con ogni fase completata, vengono aggiunti punti che consentono di sbloccare i giocatori. Inoltre, ognuno ha un record che può essere battuto.

### Squadre selezionabili
- Versione Arcade
  -  Arabia Saudita
  -  Argentina
  -  Austria
  -  Belgio
  -  Brasile
  -  Camerun
  -  Canada
  -  Cile
  -  Colombia
  -  Corea del Sud
  -  Danimarca
  -  Francia
  -  Germania
  -  Giappone
  -  Grecia
  -  Hong Kong
  -  Inghilterra
  -  Irlanda
  -  Italia
  -  Malaysia
  -  Messico
  -  Nigeria
  -  Norvegia
  -  Paesi Bassi
  -  Paraguay
  -  Portogallo
  -  Rep. Ceca
  -  Spagna
  -  Stati Uniti
  -  Svezia
  -  Taipei cinese
  -  Uruguay

- Versione PS
  -  Arabia Saudita
  -  Argentina
  -  Austria
  -  Belgio
  -  Brasile
  -  Bulgaria
  -  Camerun
  -  Cile
  -  Colombia
  -  Corea del Sud
  -  Croazia
  -  Danimarca
  -  Francia
  -  Germania
  -  Giamaica
  -  Giappone
  -  Inghilterra
  -  Iran
  -  Italia
  -  Jugoslavia
  -  Marocco
  -  Messico
  -  Nigeria
  -  Norvegia
  -  Paesi Bassi
  -  Paraguay
  -  Romania
  -  Scozia
  -  Spagna
  -  Stati Uniti
  -  Sudafrica
  -  Tunisia

## Accoglienza
In Giappone, la rivista Game Machine elencò Libero Grande nel numero del 1º marzo 1998 come la sesta unità arcade di maggior successo del mese.